# 川勝益氏
川勝 益氏（かわかつ かずうじ）は、江戸時代前期から中期の旗本。継氏系重氏流川勝家の3代当主。

## 生涯
明暦2年（1656年）、川勝将氏の嫡男として江戸に生まれた。寛文10年（1670年）7月8日、父将氏の死去により15歳で家督（丹波・武蔵内700石）を継いだ。
延宝4年（1676年）4月26日、小姓組に列した。後に番を辞して、小普請となった。宝永2年（1705年）7月晦日、隠居した。家督は嫡男の氏令に譲った。
宝永6年（1709年）10月23日、54歳で没した。二男の広良は広氏流川勝家に養子に入ったが、独身のままでその生涯を終えている。